# آرامگاه شاهزاده محمد عابد
مرقد شاهزاده محمد عابد یکی از بناهای مذهبی و مهم شهرستان اراک است که در۱۲ کیلومتری شمال شهر اراک و در مجاورت روستای مشهدمیقان واقع شده‌است. این امامزاده، مرقد شاهزاده محمدعابد فرزند موسی کاظم و از بناهای دوره صفویه است.
امامزاده محمد عابد پدر ابراهیم مجاب است.

## زندگی محمد عابد
محمد عابد فرزند موسی کاظم، هفتمین امام شیعیان می‌باشد که از مادری به نام ام احمد متولد شده است که بدین ترتیب می‌توان وی را برادر تنی حمزه بن موسی و احمد بن موسی دانست. به نقل از مورخان، در زمان حیات موسی کاظم، محمد عابد ساکن شهر مدینه بوده است. بعد از وفات پدر (۱۸۳ (قمری)) و انتصاب علی بن موسی رضا به عنوان ولیعهد مامون عباسی، وی قصد سفر به مشهد و دیدار برادر خود را می‌نماید که در میانه راه، در مکان کنونی مرقد ایشان، فوت می‌کنند. تاریخ درگذشت وی به طور دقیق نقل نشده است ولی مورخان شیعه، اوایل سده سوم هجری قمری را پاسخ این سوالات عنوان کرده‌اند. در خصوص نحوه مرگ وی اختلاف نظر وجود دارد. برخی مورخان شیعه، عارض شدن تب شدید و مرگ طبیعی را عنوان کرده‌اند و برخی نیز حمله نظامیان عباسی به کاروان همراه وی و پناه گرفتن وی در خانه شخصی به نام عبدالله خطیب که از خوانین منطقه و دوستدار امامان شیعه بوده را نقل می‌کنند. جاسوسان والی منطقه محل اختفای وی را به والی که «اسکندر» نام داشته است، گزارش می‌کنند و خانه مورد محاصره قرار می‌گیرد. در نبردی که بین محمد عابد و سربازان انجام می‌گیرد، محمد عابد کشته می‌شود و توسط وابستگان عبدالله خطیب در مکان امروزی به خاک سپرده می‌شود.